# Semiothisa nigra
Semiothisa nigra är en fjärilsart som beskrevs av Peerdeman 1962. Semiothisa nigra ingår i släktet Semiothisa och familjen mätare. Inga underarter finns listade i Catalogue of Life.